# Косгроув, Питер
Сэр Питер Джон Косгроув (англ. Peter John Cosgrove; род. 28 июля 1947, Сидней, Новый Южный Уэльс, Австралия) — австралийский государственный и военный деятель, двадцать шестой генерал-губернатор Австралии (28 марта 2014 года — 1 июня 2019 года).

## Биография
Питер Косгроув родился 28 июля 1947 года в Сиднее. Учился в Колледже Уэверли, а затем по совету отца, уоррент-офицера, в 1965 году поступил в Королевский военный колледж в Дантруне. Воевал во Вьетнаме в составе 9-го батальона Королевского Австралийского полка. В 1976 году женился на Линн Пэйн, родившей ему 3 сыновей. В 1980-х годах служил в 1-м батальоне Королевского австралийского полка. Позже работал в Малайзии, Вьетнаме, Великобритании, Индии и США, а в 1999 году в звании генерал-майора стал командующими воинским контингентом ООН в Восточном Тиморе.

### Командующий вооружёнными силами
В 2000 году Питер Косгроув был назначен командующим сухопутными войсками Австралии, а в 2002 году стал командующим вооруженными силами Австралии. Под его руководством вооружённые силы Австралии принимали участие в иракской войне. Когда президент США Джордж Буш обратился к правительству Австралии с просьбой принять участие в антииракской коалиции, премьер-министр Австралии Джон Говардс дал указание начальнику генштаба Питеру Косгроуву объявить 2 тысячи военнослужащих, находящихся в Персидском заливе, частью коалиционных сил, примущих участие в операции под руководством США по разоружению Ирака в соответствии с резолюциями ООН. Три военных судна участвовали в операциях по обезвреживанию морских мин и поиску иракских лидеров, в частности судно «Анзак» оказало поддержку огнём во время высадки британского десанта на территорию Ирака. Косгроув отмечал, что и австралийские спецназовцы были задействованы в различных разведывательных операциях, сообщив, что около 50 взятых в плен иракских солдат находятся на борту австралийского фрегата «Канимбла», а также, что истребители ВВС Австралии Ф/А-18 Хорнет осуществляют 12 вылетов в день над территорией Персидского залива, включая Ирак.
В 2001 году получил звание «Австралиец года».

### Общественная деятельность
После того как, в 2005 году Косгроув вышел в отставку, он вошел в состав совета директоров авиакомпании Qantas, и стал почетным руководителем Австралийского католического университета. В 2006 году он возглавил работу штаба по восстановлению северных районов штата Квинсленд, особенно сильно пострадавших от урагана Ларри

### Пост генерал-губернатора
28 января 2014 года премьер-министр Австралии Тони Эбботт объявил, что предложенная им кандидатура Питера Косгроува на пост генерал-губернатора Австралии утверждена Королевой Австралии Елизаветой II.
28 марта Питер Косгроув был приведён к присяге Королеве и народу Австралии в Федеральном Парламенте в столице Канберре, сказав, что своей главной задачей считает укрепление и продвижение главных ценностей страны, среди которых «равенство, сострадание, честность, терпимость и целеустремленность». Одновременно ему было присвоено звание Рыцаря Ордена Австралии.

## Награды
| Лента                 | Награда                                                 | Дата                                                        | Основание | Страна           | Прим.         |
| --------------------- | ------------------------------------------------------- | ----------------------------------------------------------- | --- | ---------------- | ------------- |
|                       | Рыцарь ордена Австралии                                 | 28 марта 2014                                               | Автоматическое награждение к вступлению в должность генерал-губернатора                                                                           | Австралия        | [ 12 ]        |
|                       | Компаньон ордена Австралии                              | 25 марта 2000                                               | За руководство международными силами в Восточном Тиморе                                                                                           | Австралия        | [ 13 ]        |
| Член ордена Австралии | 26 января 1985                                          | За службу в 1-м батальоне Королевского австралийского полка | Австралия | [ 14 ]           |               |
|                       | Военный крест                                           | 12 февраля 1971                                             | За службу во Вьетнаме | Великобритания   | [ 15 ] [ 16 ] |
|                       | Рыцарь ордена Святого Иоанна                            | 28 марта 2014                                               | Автоматическое награждение к вступлению в должность генерал-губернатора                                                                           | Великобритания   | [ 17 ]        |
|                       | Медаль активной службы Австралии 1945—1975              | ?                                                           | За службу во Вьетнаме | Австралия        |               |
|                       | Вьетнамская медаль                                      | ?                                                           | За службу во Вьетнаме | США              |               |
|                       | Медаль активной службы Австралии                        | ?                                                           | За службу в Восточном Тиморе | Австралия        |               |
|                       | Медаль международных сил в Восточном Тиморе             | ?                                                           | За службу в Международных силах в Восточном Тиморе                                                                                                | Австралия        |               |
|                       | Медаль службы Австралии 1945—1975                       | ?                                                           | ? | Австралия        |               |
|                       | Медаль Столетия                                         | 1 января 2001                                               | За заслуги перед австралийским обществом в качестве Главнокомандующего силами обороны                                                             | Австралия        | [ 18 ]        |
|                       | Медаль службы в силах обороны                           | ?                                                           | За 40 лет службы | Австралия        |               |
|                       | Национальная медаль                                     | 16 октября 1980                                             | За добросовестную службу перед обществом | Австралия        | [ 19 ]        |
|                       | Медаль обороны Австралии                                | ?                                                           | ? | Австралия        |               |
|                       | Медаль вьетнамской кампании                             | ?                                                           | За участие во Вьетнамской войне | Южный Вьетнам    |               |
|                       | Рыцарь Гранд-компаньон ордена Заслуг                    | 5 июня 2000                                                 | За военную, оперативную и другую службу в Восточном Тиморе                                                                                        | Новая Зеландия   | [ 20 ]        |
|                       | Командор Ордена «Легион почёта»                         | ?                                                           | ? | США              |               |
|                       | Медаль Тонг-Иль Ордена Почёта Национальной Безопасности | ?                                                           | ? | Республика Корея |               |
|                       | Офицер ордена Почётного легиона                         | ?                                                           | ? | Франция          |               |
|                       | Большой крест ордена Инфанта дона Энрики                | 28 мая 2002                                                 | ? | Португалия       |               |
|                       | Орден выдающихся заслуг                                 | 7 сентября 2004                                             | В знак признания роли в деле укрепления тесных связей между Вооруженными Силами Сингапура и Силами Обороны Австралии                              | Сингапур         | [ 21 ]        |
|                       | Орден Восточного Тимора                                 | 30 августа 2009                                             | За профессиональную и общественную деятельность, героизм или альтруизм, внесение значительного вклада в пользу Восточного Тимора или человечества | Восточный Тимор  | [ 22 ]        |
|                       | Рыцарь большого креста ордена Святого Григория Великого | 7 февраля 2013                                              | За заслуги перед Католической церковью | Ватикан          | [ 23 ]        |